# Gilbert Cranmer
Gilbert Cranmer (18 de enero de 1814, Condado de Tompkins, Nueva York – 17 de diciembre de 1903, White Cloud, Míchigan) fue el fundador de la Iglesia de Dios (Séptimo Día) en 1858. En 1863 fue parte de los fundadores y editor corresponsal de la revista The Hope of Israel, actualmente llamada El Abogado de la Biblia, publicación orientada en promover la observación cristiana del Sabbat en el séptimo día de la semana.

## Primeros años
Hijo de Nicholas Cranmer y Mary Ogden. Durante su adolescencia se unió a la Iglesia Metodista en donde empezó a predicar tempranamente, sin embargo a los 19 años se separó de este grupo por discrepancias en torno a la doctrina de la Trinidad. Previamente a la fundación de la Iglesia de Dios (Séptimo Día), Gilbert Cranmer fue un pastor de Conexión Cristiana, un conjunto de congregaciones cristianas con un enfoque de organización autónoma cuya corriente cristológica correspondía con el unitarismo en el este de los Estados Unidos.
Cranmer comenzó formalmente como predicador licenciado por Conexión Cristiana en 1837, en la península de Ontario, Canadá. Durante visitas a diversos lugares de la región canadiense, Cranmer predicó durante un breve periodo de tiempo en el poblado de Sodom, en Canadá, en donde una pequeña iglesia sin pastor aceptó con ánimos sus sermones que a la vez se tradujeron en el aumento de creyentes al cristianismo, en esta misma población realizó sus primeros bautizos hacia los recién convertidos, aproximadamente más de 300.
Debido a conflictos internaciones entre Canadá y Estados Unidos en la península de Ontario, así como por la hostilidad de la población local hacia Conexión Cristiana, a la edad de 24 años y acompañado de su esposa, Gilbert Cranmer se instaló cerca de Fort Dearborn, Chicago, Illinois en 1838. De 1838 a 1840, Cranmer y Mariah Averille, su esposa, padecieron estados de enfermedad y hambre, debido a la pobreza en su nueva granja, sin embargo en 1840 se recuperaron y tuvieron dos hijos. Poco tiempo después una epidemia golpeó la región, y la esposa de Cranmer, Mariah, así como sus dos hijos murieron en ese periodo de tiempo.
Cranmer atravesó el Lago de Míchigan y empezó una nueva vida al retomar su carrera como predicador, aceptando lo que le ofrecían y trabajando para sostenerse. Mientras pastoreaba en una pequeña congregación, conoció a Betsy Heath, con quien contrajo matrimonio en 1842 y se asentaron en una granja cerca de la ciudad de Augusta. En la misma ciudad tuvieron su primera hija, Mary Ann en el año 1843.

## Periodo millerista
En 1842 Cranmer abandonó Conexión Cristiana y se unió al movimiento liderado por William Miller, quienes se identificaban como "adventistas" (por esperar el advenimiento de Cristo). Miller había calculado que el regreso de Jesucristo tendría lugar el 18 de abril de 1844, al no ocurrir sus seguidores calcularon una nueva fecha: 22 de octubre de 1844; ante una nueva desilusión al no ver realizada la segunda venida de Jesucristo, Gilbert Cranmer fue parte del llamado Gran Chasco en donde, a diferencia de muchos otros seguidores del movimiento, no abandonó el grupo de milleristas y continuó en comunicación para una próxima organización, pues aún pensaba que el regreso de Jesucristo era inminente, el mismo Gilbert Cranmer expresa en el número 1 de The Hope of Israel:
"At last God removed his hand and light broke in upon our minds, and we discovered that our disappointment was in perfect harmony with the teachings of the prophets." (traducción: "Por fin, Dios retiró su mano y la luz penetró en nuestras mentes, y descubrimos que nuestra desilusión estaba en perfecta armonía con las enseñanzas de los profetas.")

### Movimiento adventista
Cranmer seguía en contacto con literatura derivada de miembros milleristas; en 1843 tuvo el primer contacto con la doctrina sabática que llamaba a la observancia religiosa del sabbat en el séptimo día de la semana, esto a través del periódico Midnight Cry. Sin embargo fue alrededor de 1854 cuando a través de Joseph Bates la enseñanza de la observación del sábado llegó a convencerlo, en donde él mismo expresa que sintió "haber encontrado la gente que había estado buscando", otra versión dice que el primer encuentro surgió en 1852, cuando Joseph Bates llegó a Battle Creek, Míchigan y en seguida se dirigió a la oficina de correos y preguntó por el hombre más honesto del lugar, las personas lo dirigieron con a David Hewitt, amigo de Gilbert Cranmer, fue en ese momento cuando ambos recibieron la enseñanza de guardar el sábado como séptimo día de la semana. En este encuentro con los milleristas que observaban el sábado, Cranmer dice haberse sentido desilusionado respecto a algunas cosas, debido a que Joseph Bates y su grupo había llegado hablando del "don de profecía" y del "don de sanidad", sin embargo él nunca vio a nadie ser sanado.

### Disidencia

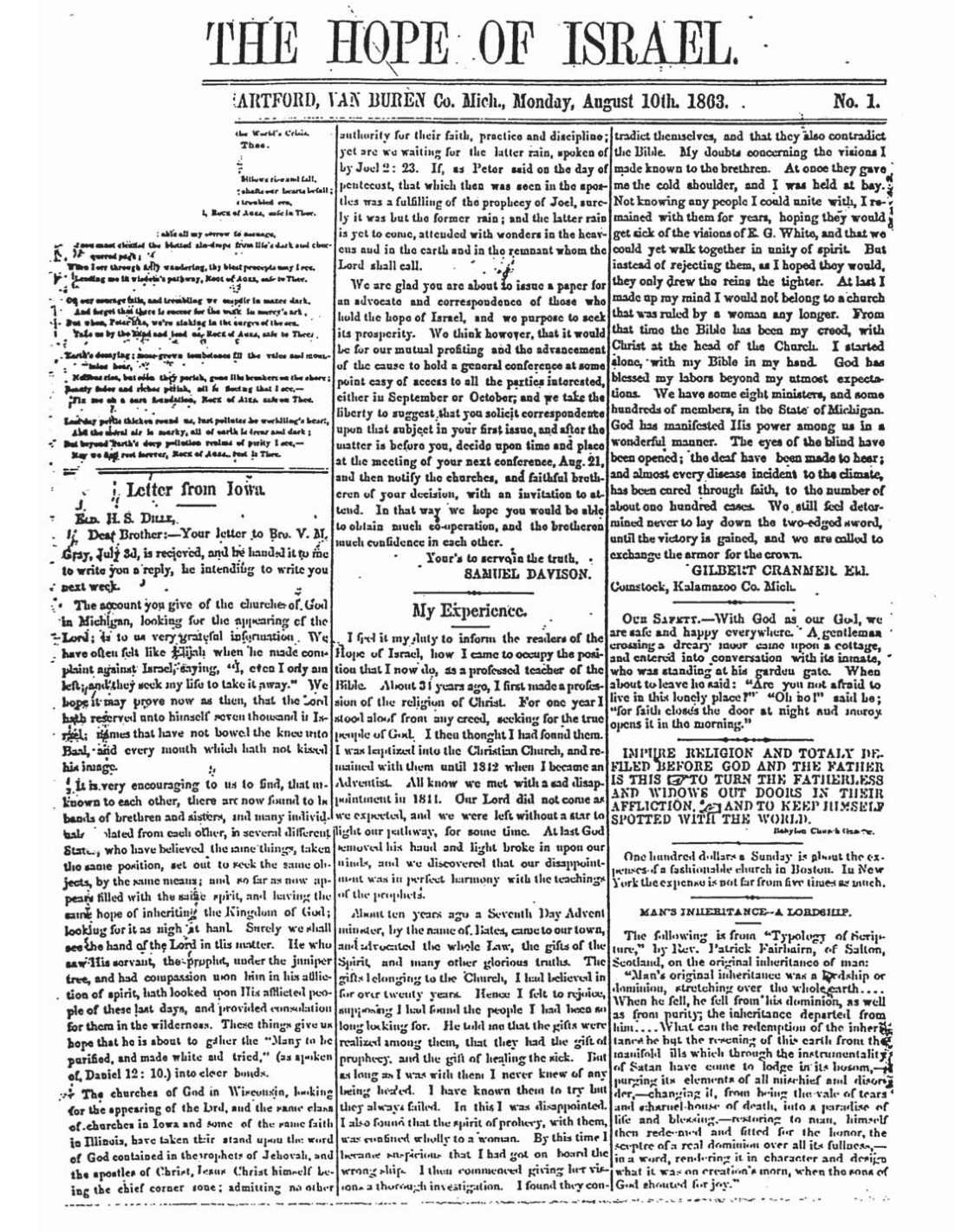
Número 1 de The Hope of Israel, publicación en donde Cranmer era editor.

Ciertos puntos discordantes con una parte del grupo adventista anterior a la organización de la Iglesia Adventista del Séptimo Día surgieron, Cranmer menciona que permaneció con el grupo tratando de que otros se "sintieran enfermos de las visiones de Ellen G. White en algún momento", pero que ante la negativa decidió abandonar el grupo, sin embargo, Robert Coulter señala, en su libro "The Journey: A History of the Church of God (Seventh Day)" en 2014, que la negativa de la pareja compuesta por Ellen G. White y James Springer White a concederle el estatus de ministro fue uno de los factores importantes para esta disidencia, influido por el consumo de tabaco de Cranmer, el cual no tenía el visto bueno de la pareja White, este hecho será confirmado por Russell R. Standish años después; agregado a esto, la figura de Ellen G. White como mujer dentro del grupo millerista adventista pudo ser otra de las causas para la disidencia, debido a que quienes llegaban a salir del grupo seguidor de la pareja White tomaban posteriormente estándares más masculinizados en la organización de las congregaciones, como es el caso de Gilbert Cranmer, tal como señala Keith Lockhart, pues fue el mismo Cranmer quien mencionó que "no pertenecería por más tiempo a una iglesia que estuviera gobernada por una mujer".
A la negativa de concederle el estatus de ministro por la pareja White, la culminación que causó la separación con el grupo que seguía a Ellen G. White y James White fue una predicación de Gilbert Cranmer en 1857 en donde expresó abiertamente incredulidad a la doctrina de la puerta cerrada, enseñanza basada en la supuesta primera visión de Ellen G. White, dicho evento provocó una discusión en Otsego en el mismo año con el adventista Lester Russell, en donde se conoce una popular declaración de Gilbert Cranmer hacia él: "Quizás las visiones de la Sra. White sean una prueba para ti, pero no lo son para mí".  La posición de Cranmer fue también abrazada por una iglesia de Marion, Iowa en 1861, congregación que denunciaba que el movimiento de los White ponía las visiones de Ellen G. White a la par de la autoridad de la Biblia cristiana.
Gilbert Cranmer menciona que el grupo que se distanció de los milleristas liderados por la pareja White ya tenía 8 ministros en Míchigan y "cientos de miembros" en 1863, a este grupo se le conocía como Conferencia Estatal de la Iglesia de Cristo desde 1858, que posteriormente adoptaría el nombre de "Iglesia de Dios (Séptimo Día)".
Dentro de los círculos adventistas, al grupo de Cranmer se le conocía despectivamente como el "Hope of Israel Party" (en español: el Partido de la Esperanza de Israel), en referencia a su publicación impresa. 

## Fallecimiento
Gilbert Cranmer murió el 17 de diciembre de 1903 en el Sanatorio White Cloud, en su funeral se cantó la canción que entona "when we get in the world to come, Farewell to fears and woe" ("Cuando lleguemos al mundo por venir, adiós a los temores y el dolor") que fue integrada en el himnario moderno en inglés de la Iglesia de Dios (Séptimo Día).